# Нове Чемеєво
Но́ве Чеме́єво (рос. Новое Чемеево, чув. Çĕнĕ Чемей) — присілок у Чувашії Російської Федерації, у складі Ярославського сільського поселення Моргауського району.
Населення — 89 осіб (2010; 99 в 2002, 105 в 1979; 154 в 1939, 107 в 1926, 124 в 1897, 81 в 1858).

## Історія
Історична назва — Сеньял-Чемей (до 1927 року). До 1866 року селяни мали статус державних, займались землеробством, тваринництвом. У кінці 19 століття діяв вітряк. 1931 року створено колгосп «Нове Чемеєво». До 1927 року присілок перебував у складі Ядрінської та Тораєвської волостей Ядрінського повіту. 1927 року присілок переданий до складу Татаркасинського, 1939 року — до складу Сундирського, 1962 року — до складу Ядрінського, 1964 року — до складу Моргауського району.